# Dóst Muhammad Chán
Dóst Muhammad Chán (23. prosince 1793–9. června 1863) byl afghánský emír, první panovník Afghánistánu z kmene Barakzajů. Byl Paštun a sehrál poměrně důležitou úlohu ve Velké hře, zvláště v první anglo-afghánské válce.